# ابیکورت
ابیکورت (به فرانسوی: Abbécourt) یک کمون در فرانسه با جمعیت ۵۲۸ نفر است که در انه واقع شده‌است.